# 阿玛拉逊莎
阿玛拉逊莎（Amalasuntha，公元495年 - 535/534年4月30日）是526年至534年东哥特人女王，狄奥多里克大帝的第三个女儿。 
公元515年她嫁给了曾居住于西哥特伊士班尼亚的东哥特阿马尔（Amal）贵族直系后裔，维德里希(Widerich，生于公元450年)的儿子、贝里斯蒙德(Berismund，生于公元410年)的孙子、公元400年东哥特人国王托里斯蒙德(死于公元400年后)的重孙，尤塔里克(公元480年-522年)。
婚后七年，她的丈夫就去世了，留下了两个孩子，阿塔拉里克和玛瑟逊莎(公元517年-550年后，公元550年嫁给了格曼努斯(germanus)）。公元526年，她的父亲狄奥多里克大帝去世后，她的儿子接替东哥特王位，而她作为摄政而掌握实权。由于她深受古罗马文化的浸透，在对儿子的教育或个人感情上，均偏重东罗马而非哥特，与大臣们的关系也愈益紧张，她自己意识到处境危急，已怀疑有三家哥特贵族暗地里反对她的统治，随时可能被放逐并处死。于此同时，她开始了与东罗马皇帝查士丁尼一世的谈判，表达了愿归顺君士坦丁堡的愿望，但534年她儿子的逝世使計劃突遭劇變。
兒子過世後，阿玛拉逊莎女王让她的表弟狄奥达哈德登上王位 (因当时狄奥达哈德的妻子仍活着，她無法以身相許，二人仍以表姐弟相称)，她自己繼續垂簾聽政保持現有地位。但事后证明该选择非常不明智，因为狄奥达哈德更加引起了东哥特人的不满。為平民憤，不久在他的命令或授意下，阿玛拉逊莎被囚禁到托斯卡纳博赛纳湖中的玛塔纳 (Martana)岛上，并于公元534/535年春季的4月30日，在洗澡时遇刺被勒死。
阿玛拉逊莎的首席大臣兼文学顾问卡西奥多罗斯 的信件以及普罗科匹厄斯和约尔丹尼斯的历史著作，為後人能得知有关阿玛拉逊莎性格的主要資料。
年轻的卡洛·哥尔多尼以阿玛拉逊莎悲剧的一生为蓝本，写下了第一部戏剧，并于1733年在米兰上演。
小行星650-“阿玛拉逊莎”，就以她的名字命名。